# ASPAC FC
Association Sportive du Port Autonome de Cotonou Football Club w skrócie ASPAC FC – beniński klub piłkarski, grający w pierwszej lidze benińskiej, mający siedzibę  w mieście Kotonu.

## Sukcesy
- Moovligue 1[1]:
  - mistrzostwo (2): 2010, 2012.

- Puchar Beninu[2]
  - zwycięstwo (1): 2008.

## Stadion
Domowe mecze klub rozgrywa na stadionie o nazwie Stade de l’Amitié w Kotonu. Stadion może pomieścić 35000 widzów.

## Występy w afrykańskich pucharach
| Sezon | Rozgrywki     | Runda   | Kraj             | Klub              | Dom | Wyjazd | Dwumecz      |
| ----- | ------------- | ------- | ---------------- | ----------------- | --- | ------ | ------------ |
| 2011  | Liga Mistrzów | wstępna | Gwinea Równikowa | Deportivo Mongomo | 1–0 | 1–1    | 2–1          |
| 2011  | Liga Mistrzów | 1       | Tunezja          | Espérance Tunis   | 0–4 | 0–5    | 0–9          |
| 2013  | Liga Mistrzów | wstępna | Burkina Faso     | ASFA Yennenga     | 1–1 | 1–1    | 2–2 (k. 4–5) |